# Дзеркальний зазор

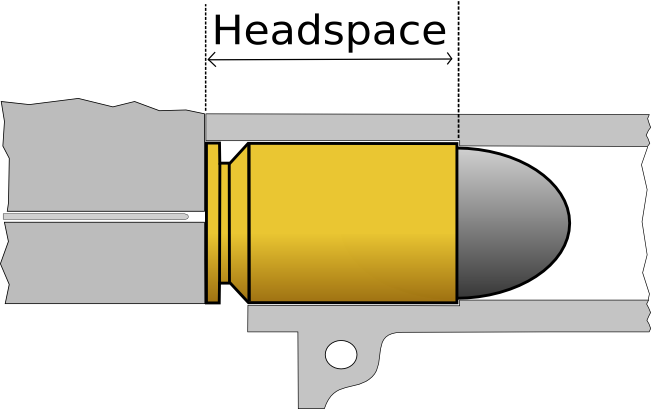
Пістолетний набій з дзеркальним зазором від донця до зрізу дульця гільзи, наприклад .45 ACP

У вогнепальній зброї, дзеркальний зазор (англ. headspace) це відстань між дзеркалом затвора до ската патронника (або іншої опорної ділянки) на яку спирається гільза в повністю доведеному та закритому затворі. Гільза в спорядженому набої геометрично не ідентична дзеркальному зазору, щоб мати вільний простір для досилання і вилучення навіть при забрудненні — в цій площині, теоретично, чим більша різниця — тим краще. Дзеркальний зазор у пляшкоподібних гільз — від донця до певної ділянки на скаті, у фланцевих — від дзеркала до кінця фланця, у гільзах з пояском — від донця до початку опорного пояску, у безфланцевих — від донця до зрізу дульця.
Коли дзеркальний зазор більше, ніж гільза, при закритій казенній частини зброї залишається простір для маневру спереду назад. Цей додатковий простір називають дзеркальний проміжок. Багато хто, в тому числі деякі виробники, плутають дзеркальний проміжок з дзеркальним зазором у своїй літературі. Надмірний дзеркальний проміжок є небажаним з кількох причин Якщо довжина дзеркального зазору на гільзі буде надмірною, то замикання затвора не відбудеться або буде потрібно прикласти значне зусилля, до якого не треба вдаватися. Якщо ж довжина буде менше, можливе не наколювання капсуля, осічка або сильне подовження гільзи аж до розриву. Індикатором також може служити вихід стріляного капсуля назад з посадкового "гнізда". Таким чином, набій може розірватися назад, що може привести до викиду гарячих газів під високим тиском, які можуть пошкодити вогнепальну зброю і поранити або навіть вбити стрілка або перехожих.

## Типи набоїв

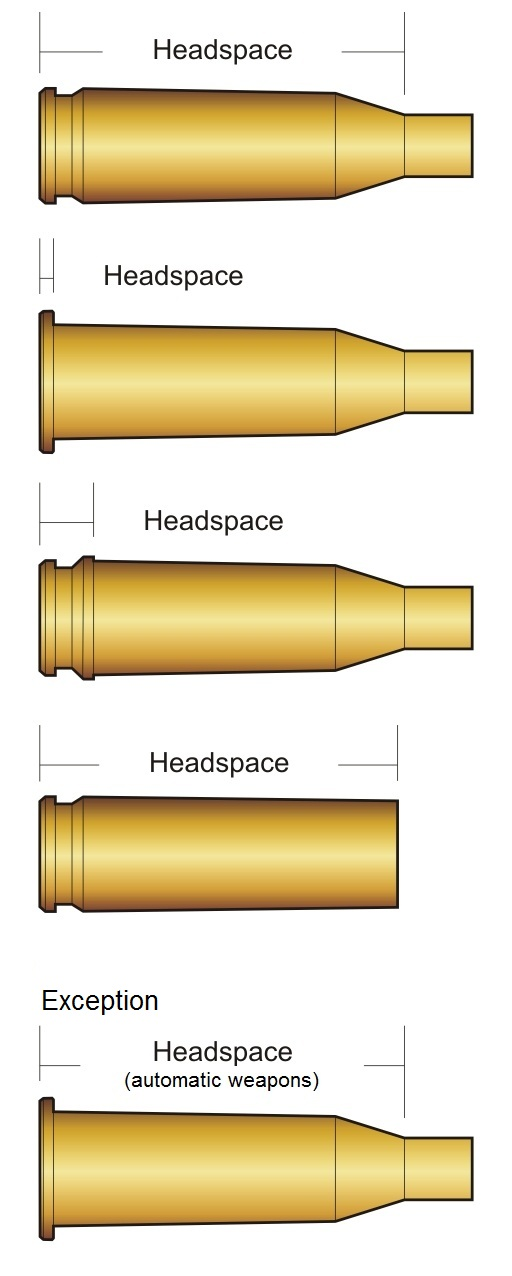
Дзеркальний зазор фланцевої, безфланцевої, з пояском та прямої гільз

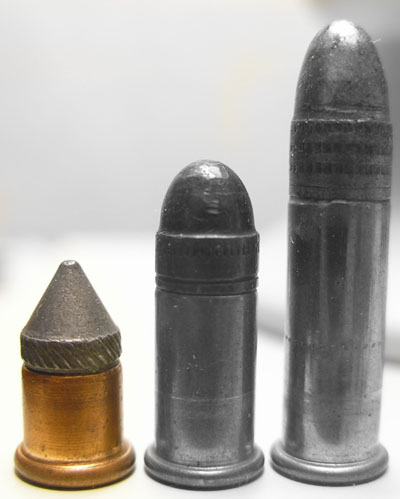
Кілька різних фланцевих набоїв кільцевого запалення .22 калібру, які мають однаковий передній діаметр та дзеркальний зазор по фланцю, що дозволяє використовувати в зброї набої різної довжини менші за максимально допустимий розмір

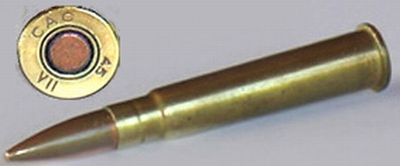
Зброя з патронником під конічні фланцеві набої, як цей набій .303 British не може безпечно стріляти коротшими набоями.

Усі набої для ручної зброї мають виступ на донці гільзи який називають фланець. Деталь зброї під назвою екстрактор чіпляється гачками за фланець для екстракції стріляної гільзи з камори після пострілу. Фланцевими називають набої де діаметр фланця більший за діаметр гільзи. Майже всі ранні унітарні набої були фланцевими, а виїмка, на яку спирався цей фланець, у тильній частині камори не давала набою рухатися вперед. У фланцевих набоїв дзеркальний зазор виміряють від дзеркала затвора до кінця фланця.
Безфланцевими називають набої в яких діаметр фланця співпадає або менший за діаметр гільзи. У більшості сучасної автоматичної зброї використовують безфланцеві набої. У прямих гільзах дзеркальний зазор виміряють від донця до зрізу дульця. Це вимагає ретельної уваги до постійної довжини гільзи. В пляшкоподібних безфланцевих гільзах дзеркальний затвор виміряють від донця до визначеної ділянки на плечі.
Деякі великі безфланцеві набої magnum мають поясок над канавкою екстрактора. Поясок дещо більший за діаметром від діаметра гільзи, тому дзеркальний зазор таких гільз виміряють від донця до початку пояска. Початкове призначення пояса полягало в тому, щоб забезпечити точне розміщення дзеркального зазору для патронів з неглибокими кутами плеча, де поздовжня точність посадки за допомогою такого плеча створює труднощі. За ефективністю це схоже на фланцеві набої, але відсутність фланця дозволяє легше розташувати такі набої в магазині, без ризику зчеплення під час подачі.
Деякі більш-менш прямі набої не мають плеч для створення дзеркального зазору. В таких циліндричних набоях фланцем виступає зріз дульця.

## Теорія
Гільза для набою вогнепальної зброї виконує кілька функцій. Серед найбільш очевидних є те, що вона виступає в ролі контейнера для пороху, куля та капсуля. До того ж при пострілі гільза розширюється і не дає пороховим газу прориватися назад. Більшість гільз зроблено з латуні й вони можуть розширюватися під тиском для ущільнення зазорів між гільзою і каморою, а потім трохи стискатися щоб гільзу можна було легко видалити. Гільзи набоїв центрального запалення дещо товщі у донця, щоб запобігти розширенню в отвір між задньою частиною ствола та затвором, коли гільза дослана не повністю або не підходить для патронника.
Коли зброя має більший дзеркальний зазор ніж конструкція набою, закриття затвора або удар бойком може штовхнути набій вперед збільшивши простір між дзеркалом затвора та донцем гільзи. Тиск газів палаючого пороху розширює тонкі передні стінки гільзи, щоб вони щільно притискалися до патронника і не дали гільзі рухатися назад. Товстіше донце гільзи може бути витіснене в простір позаду патронника, що призведе до витягування гільзи. Якщо рух назад перевищує конструкцію набою, капсуль може розірватися або донце гільзи може почати відділятися від передніх стінок. Будь-який тип відмови може привести до викиду газу під високим тиском і осколків гільзи з-під затвора вогнепальної зброї. Це може спричинити опіки, порізи або травму очей стрільця або осіб, які стоять поруч.
Дзеркальний затвор — є важливим фактором в будь-якій вогнепальній зброї. Перед використанням вогнепальної зброї компетентна особа повинна перевірити його за допомогою відповідних приладів для вимірювання дзеркального зазору..

## Калібри перевірки дзеркального зазору

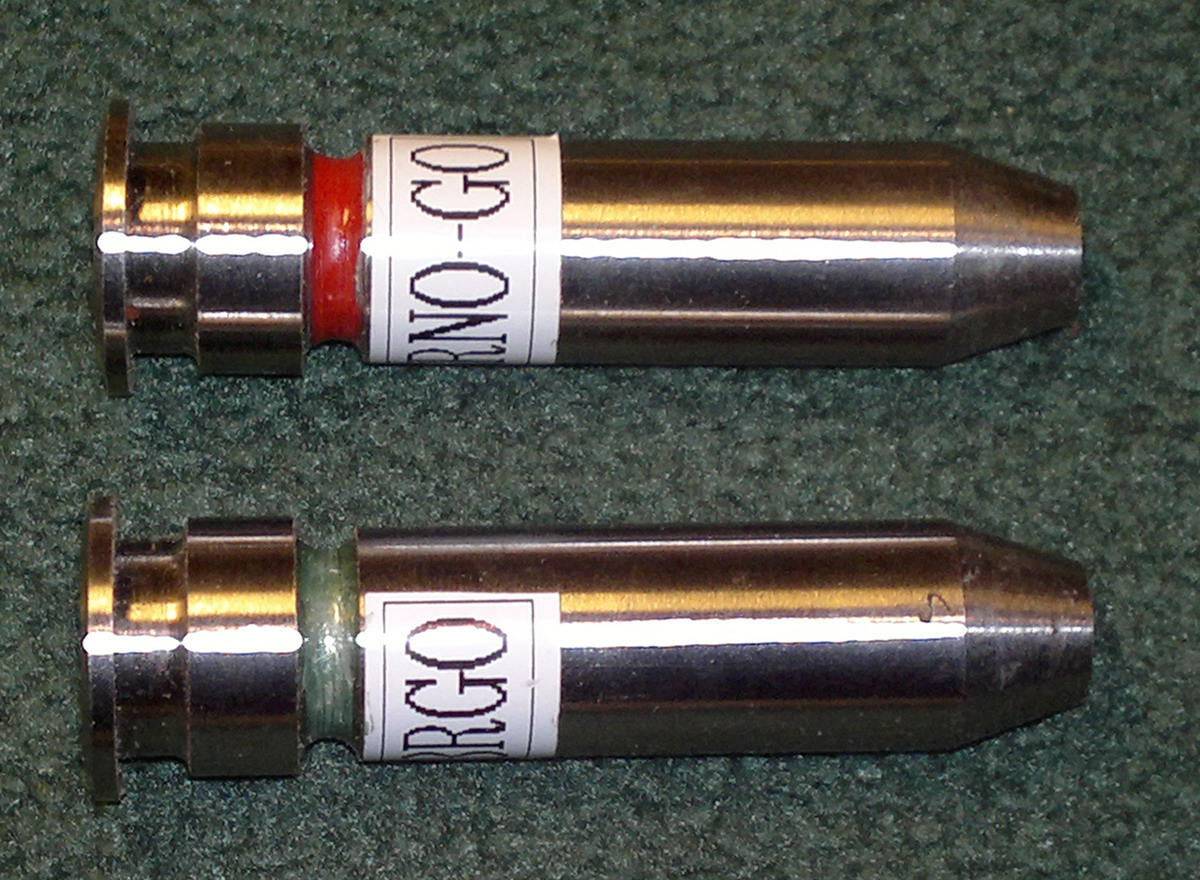
Два калібр для вимірювання дзеркального зазору; прилад "Go" (зелене маркування) та прилад "No-Go" (червоне маркування)

Для перевірки допусків дзеркального зазору виробником, виробників роблять калібри вимірювання Go/no go. Це прилад з інструментальної сталі, обрізаний до потрібної довжини. Вони мають вигляд набою і підходять до патронника. Затвор зброї при вставленому калібрі "go" повинен нормально закриватися, і не повинен закриватися при калібрі "no-go".
Третій калібр "Field" (дещо більший за калібр "no-go"), використовують для індикації абсолютного максимального безпечного дзеркального зазору. Цей калібр використовують, тому що з часом затвор і ствольна коробка зношуються, затвор і виступи стискаються, а ствольна коробка може витягнутися, тому дзеркальний зазор поступово збільшується у порівнянні з заводськими характеристиками, які виміряють калібрами "go" та "no-go". Якщо затвор закривається з калібром "no-go", але не закривається з калібром "field" з нього не безпечно стріляти, а набій з дещо іншими характеристиками може призвести до збою. 
Зазвичай калібри прикладають до дзеркала затвора зачіпляючи за зуб екстрактора, а потім досилають в камору, помічаючи на якому калібрі затвор закривається, а на якому ні. При проведенні таких вимірювань силу для замикання ковзного затвора прикладають поступово і злегка, оскільки при не вірному вимірюванні дзеркального зазору для замикання затвора будуть прикладати надмірні зусилля.
Таблиця функцій кожного калібру:
| Калібр | Вимірювання                              | При закритому затворі з калібром                                                                                                  | При не закритому затворі з калібром |
| ------ | ---------------------------------------- | --- | --- |
| Go     | Мінімальний заводський зазор             | "Go". Дзеркальний зазор перевищує мінімальну специфікацію.                                                                        | "No-Go." Дзеркальний зазор занадто короткий. Затвор не закриється на набоях з заводськими характеристиками, внаслідок чого заклинить гільзу і відбудеться випадковий постріл, що є небезпечним.                                 |
| No-Go  | Максимальний заводський зазор            | "No-Go." Дзеркальний зазор перевищує максимальну заводську характеристику. Ризик розривів гільзи та виходу газу високого тиску.   | "Go". Дзеркальний зазор нижче максимальних заводських характеристик. |
| Field  | Абсолютний максимальний безпечний зазор. | Стрільба з гвинтівки небезпечна. Дзеркальний зазор більший, за безпечний для стрільби. Високий ризик розриву гільзи при пострілі. | Загалом "go". Дзеркальний зазор нижче максимального, який вважається безпечним для стрільби при використанні заводських боєприпасів. Гвинтівка повинна бути оцінена зброярем на предмет можливого змінення дзеркального зазору. |

## Інші параметри набою
Дзеркальний зазор є не єдиним важливим параметром набою. Інші розміри, такі як загальна довжина набою та діаметр донця, також важливі для правильного заряджання набою в вогнепальну зброю і можуть бути включені як частина калібру дзеркального зазору. Набої, розміри яких дуже близькі до розмірів патронника, зазвичай забезпечують чудову точність, але набої трохи меншого розміру завантажуються більш плавно і надійно в умовах змінних температур або коли в патроннику накопичується забруднення або набої іржавіють.
Камора для фланцевих набої часто має два невеликих виступи або сходинки. Один позаду входить в зачеплення з передньою стороною фланця, як упор. Інший виступ в передній частині камори відповідає товщині стінки гільзи на передньому зрізі дульця. Якщо довжина гільзи занадто велика, то затвор при закритті штовхає гільзу за передній виступ патронника і може розчавити або обжати гільзу навколо кулі у дульці, що призведе до всіляких пошкоджень, проблем з продуктивністю, тиском і безпекою. 
Багато стрільців, які використовують фланцеві набої, такі як .303 British, ретельно сортують гільзи по штампах на групи однієї марки або партії, а потім вимірюють товщину фланця гільзи на партіях з однаковою або дуже близькою товщиною фланця. Потім вони зберігають стріляні гільзи, які мають форму патронника, тепер їм достатньо вкоротити дульце гільзи до потрібного розміру і можна вручну заряджати набої, таким чином вони отримують майже однакові набої.